# 聖湖鎮 (米納斯吉拉斯州)

聖湖鎮（葡萄牙語：Lagoa Santa），是巴西的城鎮，位於該國東南部，由米納斯吉拉斯州負責管轄，始建於1738年12月17日，面積232平方公里，海拔高度759米，2010年人口52,526，人口密度每平方公里226.41人。